# バローゾ委員会
バローゾ委員会（バローゾいいんかい）は、ジョゼ・マヌエル・ドゥラン・バローゾを委員長とする欧州委員会（2004年 - 2014年）。バローゾを含め、委員には欧州連合の加盟各国から1名ずつが出されている。2010年2月10日には第2次バローゾ委員会が発足した。後任はユンケル委員会。
2004年11月22日に発足した第1次バローゾ委員会は2009年10月31日を任期満了日としていた。ところが2009年9月16日に欧州議会はバローゾの委員長再任を承認したものの、欧州連合の既存の基本条約を修正するリスボン条約の発効が間に合わなかったため、第1次バローゾ委員会が引き続き、第2次委員会の発足まで暫定委員会として日常的な業務のみを行なっていた。第2次バローゾ委員会は2010年2月9日に欧州議会の承認を受け、本来の任期開始日よりおよそ3か月遅れの2010年2月10日に発足することとなった。第2次バローゾ委員会は2014年10月31日までの任期を務めることになっている。
バローゾは当初「最小公分母」という前評判を受けていたが、提出した委員会人事案によりバローゾは一定の評価を得た。ただしこの人事案は欧州議会におって否決され、再考を余儀なくされた。2007年にはルーマニアとブルガリアが欧州連合に加盟したことを受けて、2名の委員を加えた。
バローゾの委員会運営は従来の委員長と比べると、委員長の主体性の強さが目立つものとなっている。第1次委員会の任期中にバローゾ委員会では REACHやボルケシュタイン指令が成立している。またバローゾ体制では委員もまた政治性が強まり、欧州委員会の職員も経済自由主義の色彩が濃くなった。

## 沿革
バローゾは欧州理事会において欧州委員会委員長に指名され、2004年7月に欧州議会から委員長任命の承認を受けた。ところがバローゾが提出した委員人事案は、司法・自由・安全担当委員候補としていたロッコ・ブッティグリオーネの保守的な発言が同担当として適切ではないとして欧州議会から反対された。この反対で欧州連合は機能低下の危機に追い込まれたが、バローゾは欧州議会に譲歩してブッティグリオーネをはずした委員人事案を提出し、これが賛成されたことにより新委員会は2004年11月22日に発足した。2007年にはブルガリアとルーマニアが欧州連合に加盟したことによって、バローゾ委員会に新たに2人の委員が加わった。

### 委員長候補
プローディ委員会の任期は2004年10月末で満了することになっていたため、同年の欧州議会議員選挙の実施後に委員長候補の検討が開始された。アイルランド、フランス、ドイツは「信念を持ったヨーロッパ人であり、戦士でもある」と考えていたベルギーの首相ヒー・フェルホフスタット（欧州自由民主改革党所属）を強く支持していた。ところがこの連邦主義的な傾向が強いフェルホフスタットはイラク戦争に強く反対し、また欧州憲法条約で神に言及することにも拒否していたことから、スペイン、イギリス、イタリア、ポーランドがフェルホフスタットの委員長任命に反対した。フェルホフスタット以外にもアイルランドの首相であるバーティ・アハーン（諸国民のヨーロッパ連合）も候補に挙がったが、アハーンは委員長就任を望まなかった。
先の欧州議会議員選挙で欧州人民党が勝利したため、同党に参加する各国の政党は自党に所属する人物を委員長にしたいと考えており、ルクセンブルクの首相ジャン＝クロード・ユンケルやオーストリアの連邦首相ヴォルフガング・シュッセルの名前が挙がったが、ユンケルは固辞し、シュッセルについては極右政党のオーストリア自由党と連立を組んでいたことが一部の加盟国政府からの信頼が受けられなかった。
また農業担当のフランツ・フィッシャー（オーストリア出身、欧州人民党所属）、司法・内務協力担当のアントーニオ・ヴィトリーノ（ポルトガル出身、欧州社会党所属）、対外関係担当のクリストファー・パッテン（イギリス出身、欧州民主主義グループ所属）、地域政策担当のミシェル・バルニエ（フランス出身、欧州人民党所属）ら現職の欧州委員会の委員らの名前も挙げられた。
このほかにも共通外交・安全保障政策上級代表のハビエル・ソラナ（スペイン出身、欧州社会党所属）、欧州議会議長パット・コックス（アイルランド出身、欧州自由民主改革党所属）も候補に挙がったが、あまり本命とみなされなかった。このような状況で、イラク戦争に賛成していたにもかかわらずバローゾが最有力候補として挙がり、ほかの候補が反対されるのに対して最小公分母としてみなされるようになった。バローゾは欧州人民党・欧州民主主義グループの支持を受け、欧州議会において2004年7月22日に賛成413、反対215（棄権44）でバローゾの新委員長任命が承認された。

### 委員候補に対する聴聞会
バローゾはドイツの連邦首相ゲアハルト・シュレーダーの "super commissioner" 構想を拒否したうえで、委員の3分の1を女性とし、また強力な権限を持つ担当の委員を大国出身ではなく能力面でもっともふさわしい人物に割り当てようと考えた。バローゾによる担当職域の割当は国の大小で平等に行なわれ、このことによりバローゾは一定の評価を得ることができた。各加盟国政府から委員候補が提示され、2004年9月27日から10月11日までのあいだ、欧州議会は各候補の適性を判断するために聴聞会を開いた。
聴聞会において複数の委員候補に問題が浮上した。聴聞会に出席した議員が税制・関税同盟担当候補のイングリーダ・ウードレ、エネルギー担当候補のラースロー・コヴァーチ、競争担当候補のネリー・クルース、農業担当候補のマリアン・フィッシャー＝ボエルの適性に疑問を持ったのである。なかでもとくに問題となったのが司法・自由・安全担当のロッコ・ブッティグリオーネで、既婚女性の地位にかんするものや同性愛を罪とする保守的な発言に対して、一部の議員から欧州連合における市民の権利を保護する職に就く人物として不適切であるとされ、欧州議会の市民権委員会において次期委員とすることが反対された。
欧州人民党・欧州民主主義グループはバローゾ提案の新委員会人事を支持したが、欧州自由民主同盟では意見が分かれ、欧州社会党グループはバローゾに対してもっとも批判的であった。バローゾは欧州議会に対して譲歩を小さく抑えようとしたが、欧州社会党グループが新委員会承認に反対することを明らかにしたことで譲歩が受け入れられず、バローゾ委員会が欧州連合の歴史ではじめて欧州議会によって拒否される欧州委員会となるかどうかということが分裂状態の欧州自由民主同盟の動向にかかることとなった。欧州人民党はブッティグリオーネをはずすことになった場合には、均衡を図るために欧州社会党からの委員候補を1名はずすよう要求した。
結局バローゾは委員会人事案を断念して撤回し、プローディ委員会を暫定委員会として引き続き日常業務のみにあたらせ、3週間後に代替案を提示した。代替案では3点の変更があり、これによってバローゾの傷ついた権威を取り戻し、欧州議会の承認を得ることに成功した。この代替案ではブッティグリオーネの候補案がイタリア政府によって取り下げられ、かわりに外相のフランコ・フラッティーニを候補とすることとされた。またエネルギー担当候補としていたラースロー・コヴァーチを課税・関税同盟担当候補にし、イングリーダ・ウードレにかわってアンドリス・ピエバルグスをエネルギー担当委員候補とした。
それでもなお独立と民主主義グループ共同代表のナイジェル・ファレッジからジャック・バロについての異論が持ち上がった。バロは委員としては再任となり、新委員会では運輸を担当する副委員長に指名されていたが、2000年に所属政党がかかわる政治資金の不祥事で執行猶予つきの有罪判決を受けていたのである。バロはただちに大統領ジャック・シラクから恩赦を受け、またバローゾも欧州議会で取りあげられるまでバロの有罪判決の事実を知らなかった。しかしながらバローゾは適任であるとしてバロを擁護した。ファレッジはまた副委員長候補のシーム・カラスについても過去に汚職の犯罪歴があることを指摘して異議を唱えた。ただしカラスに対する嫌疑は不適切な新聞記事に基づく虚偽であることが判明し、謝罪がなされている。
ファレッジが異論を挟んだものの、新委員会は主要3会派の支持を得て2004年11月18日に欧州議会で賛成449、反対149、棄権82で承認され、11月22日に本来の予定よりも3週間遅れでバローゾ委員会が発足した。

### 2007年の拡大
2007年1月1日、ルーマニアとブルガリアが欧州連合に加盟し、両国から1名ずつの委員が出されたことにより、バローゾ委員会は27人で構成されることになった。この新任の委員2名は2006年12月12日に欧州議会の承認を受けている。ブルガリアはメグレナ・クネヴァを委員候補として提示し、保健担当と兼任となっていた消費者保護担当があてられた。クネヴァは欧州人民党や欧州社会党から目標や態度が評価されて、欧州議会からも歓迎された。クネヴァの委員任命は賛成583、反対21、棄権28で承認された。
ルーマニアはもともと元老院議員のヴァルジャン・ヴォスガニアンを推していたが、極右的な考え方や欧州連合あるいはルーマニア国外での経歴がないことから欧州社会党やバローゾ委員会自体からの反対を受けた。そのためかわりにレオナルド・オルバンが推され、教育・訓練・文化担当と兼任となっていた他言語主義担当をあてられた。しかしながらこの人事は担当職域が狭すぎるとして歓迎されなかった。欧州社会党グループ代表のマルティン・シュルツは民族マイノリティを担当することを提案したが、バローゾはこれを拒否した。オルバンの委員任命は賛成595、反対16、棄権29で承認された。

### 任期満了前の委員の辞任
2008年3月、キプロスの大統領選挙の結果を受けてマルコス・キプリアヌが同国外相に就任することに伴い、委員を辞任した。後任にはアンドゥルラ・バシリウが指名され、同年4月9日に欧州議会の承認を受けた。欧州委員会の任期満了後の役職を確保しようと、委員が任期途中で相次いで辞任するという事態が起こり、バローゾ委員会の地位低下につながっていった。
キプリアヌに続いて、イタリアでの総選挙を受けて同年4月23日にはフラッティーニが同国外相に就任するため委員を辞任した。フラッティーニが担当していた分野は後任が就任するまでバロが兼務していた。2004年にブッティグリオーネが司法・自由・安全担当に不適切であったと判断されて欧州議会が反発したことを踏まえ、欧州議会議員のアントニオ・タヤーニをフラッティーニの後任としたが、このときバローゾはとくに問題がないであろう運輸担当にタヤーニをあて、バロは司法・自由・安全担当とした。欧州議会は2008年6月18日に賛成507、反対53（棄権64）でタヤーニの欧州委員任命を承認した。2008年10月にはピーター・マンデルソンがイギリスのビジネス・企業・規制改革大臣に就任することとなり、このためキャサリン・アシュトンと交替した。さらに2009年の欧州議会議員選挙でポーランドのダヌータ・ヒューブナー、ベルギーのルイ・ミシェルが立候補して当選し、それぞれパヴェウ・サメツキ（7月4日就任）、カレル・ドゥ・グヒュト（7月17日就任）と交替した。またダリャ・グリバウスカイテがリトアニアの大統領に就任したことにより、7月1日付でアルギルダス・シェメタと交替した。その後もヤーン・フィゲルが2009年9月21日に、所属するキリスト教民主運動の党首に選出されたことを受けて10月1日にマロシュ・シェフチョヴィチと交替した。

### 2期目に向けて
2008年になるとバローゾは再任について、自らは欧州議会の政治会派次第であると述べたものの、ニコラ・サルコジやシルヴィオ・ベルルスコーニがバローゾ支持を表明するなど、着々と2期目に向けた支持を固めていった。2008年7月19日、バローゾからはじめて再任を模索する発言がなされ、欧州人民党もバローゾの再任を支持した。2009年の欧州議会議員選挙で欧州人民党グループは最大会派の地位を維持したが絶対多数には届かず、バローゾ再任にはほかの会派の支持を取り付けなければならなかった。しかしながら第2会派の欧州社会党系会派（選挙後に社会民主進歩同盟となる）や第3会派の欧州自由民主同盟はバローゾの対立候補を擁立することができなかった。それでもなお社会民主進歩同盟、欧州自由民主同盟、欧州緑グループ・欧州自由連盟による反バローゾの緩やかな「赤・黄・緑」連携が形成され、バローゾから譲歩を引き出そうとした。3会派はバローゾに対して、2期目における政策指針を明確に打ち出し、委員会における主要ポストを自分たちが所属する政党から指名するよう求めた。また3会派はバローゾの任命に関してより影響力を持つために、バローゾの再任についての採決をリスボン条約の発効後まで延期しようとした。
2009年9月10日の各会派による協議において、バローゾは強硬に反対の姿勢を示していた欧州緑グループ・欧州自由連盟に自らの業績を擁護し、今後の政策について満員の委員会室で珍しく活発な議論が交わされた。議論においてバローゾは自らの立場を貫いたが、欧州緑グループ・欧州自由連盟の支持を得ることはできなかった。他方で社会民主進歩同盟や欧州自由民主同盟は反対の姿勢を緩め、とくに欧州自由民主同盟はバローゾが提案した人権担当委員の新設を認めた。9月15日の本会議後に欧州人民党グループと反連邦主義の欧州保守改革グループはバローゾ支持を表明し、欧州自由民主同盟は条件付きの支持を打ち出した。社会民主進歩同盟、欧州緑グループ・欧州自由連盟と欧州懐疑派の自由と民主主義のヨーロッパは不支持を表明し、欧州自由民主同盟の方針転換を批判した。しかしながら採決は秘密投票で行なわれるため、これらの会派は所属議員の投票行動を拘束するのに苦心した。9月16日に実施された採決には718人の議員が参加し、賛成382、反対219、棄権117でバローゾの再任が承認された。

## 政策

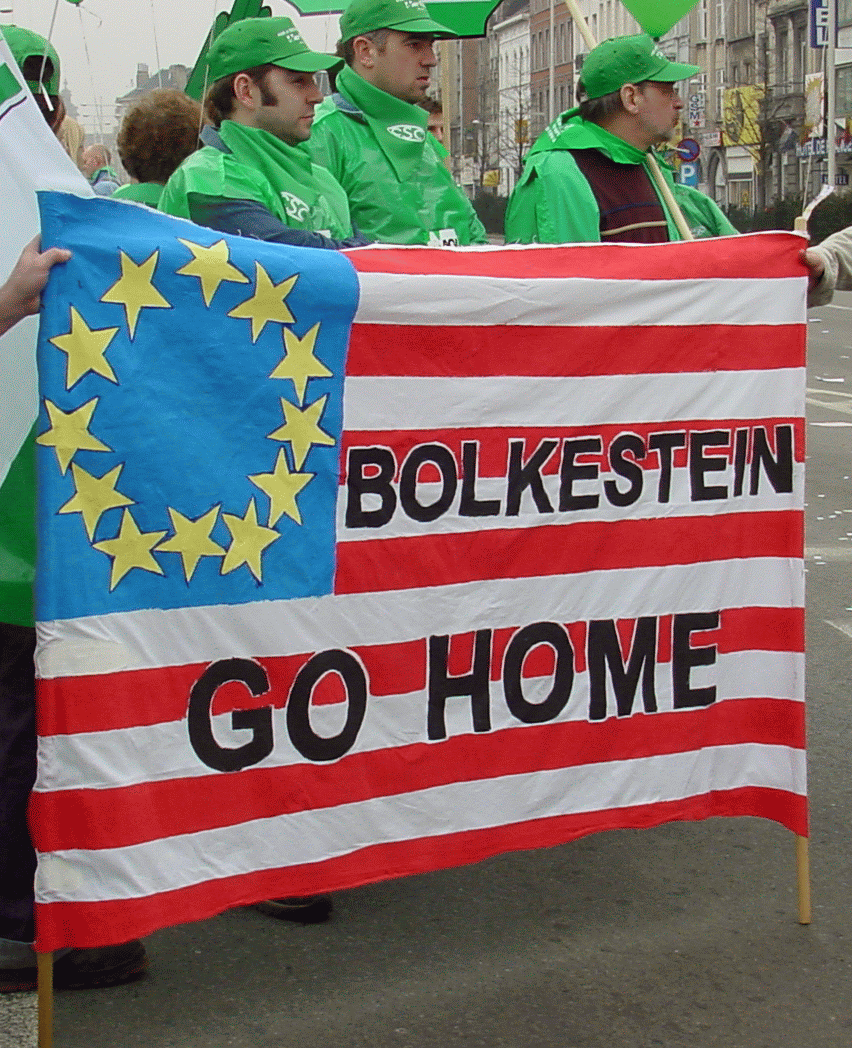
ボルケシュタイン指令は強い反発を受けた。

任期中、バローゾ委員会はプローディ委員会から引き継いだものやバローゾが主導した多くの法令を成立させてきた。バローゾ委員会ではボルケシュタイン指令による欧州連合の第三次産業の自由化や、REACH 指令といった法令が制定されていった。このような政策への合意を得る過程を通じて、バローゾ委員会は加盟国と衝突して失った中立的な立場からの政策執行機関としての評価を取り戻していったのである。

### サービス
プローディ委員会から引き継いだ政策課題に、域内市場におけるサービスに関する指令、通称「ボルケシュタイン指令」があり、これは欧州連合の経済のおよそ3分の2を占める第三次産業の自由化をうたう指令である。バローゾ委員会の域内市場担当委員であるチャーリー・マクリーヴィは指令案を提示したが、欧州議会からは広範囲にわたる修正が求められ、また労働組合からは反発を受けた。
指令案は2007年5月にようやく合意に達し、社会福祉や保健医療、賭博、港湾業、テレビメディア、警備業は対象から除外された。またマクリーヴィは、企業がほかの欧州連合加盟国において創業するさいに本籍国の労働法規を適用するという原則を持つ国についても対象からはずした。

### ローミング
幅広い世論の支持を得た業績に、情報社会・メディア担当委員ヴィヴィアン・レディングの欧州連合域内におけるローミング料金に関する規則がある。この規則は欧州連合に加盟する違う国での携帯電話からの通話に対するローミング料金に制限を課すもので、従来から欧州委員会はローミング料金が不当であると考えてきた。携帯電話事業者からは反発を受けた一方で欧州社会党グループは業界からさらに譲歩を引き出すよう求めていたが、この規則は承認を受けて成立した。
レディングはこの法令を成功と考え、当初懸念していたローミング料金に制限を課したことで国内通話料金が値上げされることはなかったと述べている。しかしながら同時にレディングは、携帯電話事業者が利用者をごまかして、より高い料金に切り替えようとしたり、規則の対象となっていないショートメッセージサービスなどのオプションを利用させようとしたりしていると指摘した。

### 上記以外の政策
バローゾ委員会で成立した法令のひとつである REACH 指令は、2006年に3年間の協議を経て合意されたものである。REACH 指令は環境や人体への危険を及ぼすおそれのある30,000以上の化学物質の使用を制限することが目的となっている。ところがバローゾ委員会の提出案は環境団体から批判されていた欧州議会によって規制が弱められた。REACH 指令は欧州委員会が作成した単一の法令としてはもっとも大きいものであり、世界における基準となることが見込まれている。
2007年1月10日、欧州委員会としてははじめて欧州連合のエネルギー政策に踏み込んだ報告書を作成し、そこで気候変動との戦いが強調され、2020年までに1990年比で域内の温室効果ガス排出量を20%削減するとした法的拘束力を持つ目標を掲げた。この方針はまた共通エネルギー市場や、低炭素エネルギーの供給拡大やロシアなどの原油輸出国からのエネルギー依存の脱却を狙うものである。
プローディ委員会から引き継いだ案件として競争担当委員のネリー・クルースは、市場における独占的地位を濫用しているとされるマイクロソフトに対する長期にわたる紛争に着手した。マイクロソフトは欧州委員会の求めに従わず、当時の単一の企業に対しては史上最高額となる4億9700万ユーロの制裁金が課された。マイクロソフトの欧州連合における競争法違反事件では2007年に欧州司法裁判所が同社からの控訴を棄却したことで、マイクロソフトは欧州委員会に協力するということで合意した。

## 構成
バローゾ委員会は委員長であるジョゼ・マヌエル・ドゥラン・バローゾと26名の委員で構成される。欧州連合加盟国から1名ずつが出され、うち8名が女性でおもに欧州規模の政党のなかでも主要3党に所属しており、バローゾ自身も欧州人民党に所属している。副委員長には6名が任命されている。

### 委員長

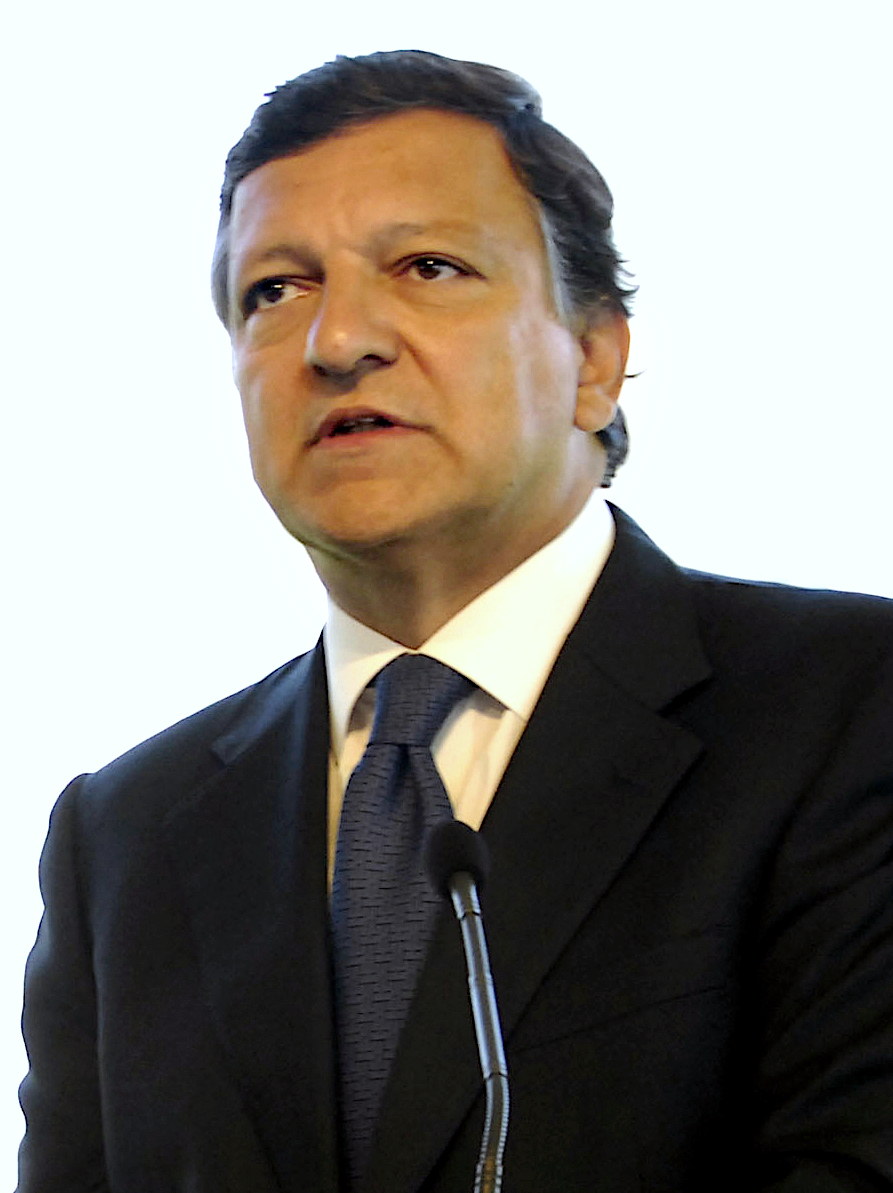
委員長バローゾ
任期: 2004- 所属：欧州人民党

当委員会の長はポルトガルの元首相であるジョゼ・マヌエル・ドゥラン・バローゾである。バローゾは1999年から委員長を務めていたイタリアの元首相ロマーノ・プローディの後任として就任した。バローゾは欧州人民党に所属しており、2004年の欧州議会議員選挙で欧州人民党・欧州民主主義グループが勝利したことによって、同年6月に欧州理事会から委員長に指名された。バローゾの発言は、選挙期間中には欧州議会議員選挙に対する有権者の関心の低さへの取り組みや欧州懐疑主義への対処、アメリカ合衆国との協調、「防衛アイデンティティ」の発展といったものが意図されている。
バローゾは欧州統合推進派の小国出身で、首相時代は経済政策が不評であまり支持されていなかった。またイラク戦争ではアメリカ合衆国支持を打ち出していた。欧州社会党グループの代表であるマルティン・シュルツは、アゾレス諸島でイラク戦争に向けた首脳会議を開くなどのバローゾの戦争支持の姿勢を批判した。こういった反発があったにもかかわらず、欧州議会は413票の賛成でバローゾの委員長任命を承認した。
バローゾは肥大化した委員会での指導力について批判を受けており、歴代の先任者と比べると委員長の主導性が顕著であるとされている。バローゾは、たとえばエネルギーや気候変動の問題で、それぞれの担当委員ではなく委員会全体で取り組むような姿勢を持っている。またバローゾはガリレオ測位システムや欧州工科大学院といったプロジェクトを実行してきた。
さらにバローゾは再任を狙って大国寄りに行動しているということが非難されてきた。その典型として、バローゾ自身は経済自由主義の立場にあるにもかかわらずフランスの圧力を受けて、楽曲課金制度の見直しについて域内市場担当委員のマクリーヴィの方針を覆したというできごとがある。2008年7月、バローゾはフランス大統領ニコラ・サルコジ、欧州議会議長ハンス＝ゲルト・ペテリング、イタリア首相シルヴィオ・ベルルスコーニらから再任への支持表明を得た。それでもバローゾは、再任を決めるのは欧州議会の各政党次第であると述べ、2008年7月19日のインタビューまで自身の考えを明らかにしてこなかった。そのうえバローゾは委員長の職にあることを「名誉であり恵まれている」と述べている。実際に、バローゾはドイツとポーランドがなかなか合意に達しなかったリスボン条約に関する協議でも委員長を辞任することなどは頭になく、自らが辞任することは「芝居地味すぎている」と考えていた。2008年10月には欧州人民党から再任について、非公式ながらも支持を得た。

### 第1次委員会
加盟国はそれぞれ1名ずつ委員候補を推薦することになる。第1次委員会では従来は2名の委員を出してきた大国も1名しか出せなくなり、また新委員会としては、2004年の欧州連合の拡大後では初めてとなるものであった。委員の人数は、2004年の発足当初は25人であったが、2007年からは27人となった。2008年3月の時点で女性委員は9名であったが民族マイノリティからは加わっていなかった。バローゾは、自らが率いる委員会には歴代の委員会でももっとも女性が多く加わることを望み、また加盟国政府に対する自らの影響力を使って、さらに影響力を高めようとした。20名の委員が1940-50年代生まれで、最年少は1962年生まれのオッリ・レーン、最年長は1937年生まれのジャック・バロとなっている。
ほとんどの委員が外相やヨーロッパ担当相、または加盟協議などに携わった閣僚経験者である。またバローゾのほかにシーム・カラスやヴラジミール・シュピドラは首相経験者である。ヴィヴィアン・レディングだけが欧州議会議員を務めた経験がある。
委員のうち、9名が欧州自由民主改革党、7名が欧州人民党、6名が欧州社会党に所属している。さらに5人は無所属である。また国の大小、加盟時期、イラク戦争への支持・反対でバランスよく担当を割り当てたことについて高い評価を受けた。
第1次委員会の任期は2004年11月22日から2009年10月31日までであるが、第2次委員会の発足まで暫定委員会として引き続き日常業務のみを行なう。
凡例：[   7   ] 左派系（PES）- [   9   ] リベラル系（ELDR）- [   9   ] 右派系（EPP）- [   2   ] 無所属
| 担当職域                                                                | 氏名                                                                            | 出身国         | 所属政党       |
| ----------------------------------------------------------------------- | ------------------------------------------------------------------------------- | -------------- | -------------- |
| 委員長                                                                  | ジョゼ・マヌエル・ドゥラン・バローゾ                                            | ポルトガル     | EPP / PSD      |
| 副委員長 外務・安全保障政策上級代表 2009年11月30日までは通商担当        | キャサリン・アシュトン ピーター・マンデルソンの後任として2008年10月6日付で就任  | イギリス       | PES / Labour   |
| 副委員長 対 EU 機関関係・コミュニケーション戦略担当                     | マルゴット・ヴァルストレム                                                      | スウェーデン   | PES / SDWP     |
| 副委員長 企業・産業担当                                                 | ギュンター・フェアホイゲン                                                      | ドイツ         | PES / SPD      |
| 副委員長 運輸担当                                                       | アントニオ・タヤーニ フランコ・フラッティーニの後任として2008年5月9日付で就任   | イタリア       | EPP / PDL      |
| 副委員長 司法・自由・安全担当 2008年5月8日まで運輸担当                  | ジャック・バロ                                                                  | フランス       | EPP / UMP      |
| 副委員長 総務・監査・不正対策担当                                       | シーム・カラス                                                                  | エストニア     | ELDR / ERP     |
| 経済・通貨問題担当                                                      | ホアキン・アルムニア                                                            | スペイン       | PES / PSOE     |
| 域内市場・サービス担当                                                  | チャーリー・マクリーヴィ                                                        | アイルランド   | ELDR / FF      |
| 農業・農村開発担当                                                      | マリアン・フィッシャー＝ボエル                                                  | デンマーク     | ELDR / Venstre |
| 競争政策担当                                                            | ネリー・クルース                                                                | オランダ       | ELDR / VVD     |
| 漁業・海事担当                                                          | ジョー・ボルジ                                                                  | マルタ         | EPP / PN       |
| 環境担当                                                                | スタブロス・ディマス                                                            | ギリシャ       | EPP / NΔ       |
| 保健担当                                                                | アンドゥルラ・バシリウ マルコス・キプリアヌの後任として2008年3月3日付で就任     | キプロス       | ELDR / ΕΔ      |
| 開発・人道援助担当                                                      | カレル・ドゥ・フフト ルイ・ミシェルの後任として2009年7月17日付で就任            | ベルギー       | ELDR / VLD     |
| 拡大担当                                                                | オッリ・レーン                                                                  | フィンランド   | ELDR / Kesk.   |
| 雇用・社会問題・機会均等担当                                            | ヴラジミール・シュピドラ                                                        | チェコ         | PES / ČSSD     |
| 税制・関税同盟担当                                                      | コヴァーチ・ラースロー                                                          | ハンガリー     | PES / MSZP     |
| 財政計画・予算担当                                                      | アルギルダス・シェメタ ダリャ・グリバウスカイテの後任として2009年7月1日付で就任 | リトアニア     | EPP            |
| 通商・近隣政策担当 2009年11月30日まで対外関係・近隣政策担当             | ベニータ・フェレロ＝ヴァルトナー                                                | オーストリア   | EPP / ÖVP      |
| 教育・訓練・文化担当                                                    | マロシュ・シェフチョビッチ ヤーン・フィゲルの後任として2009年10月1日付で就任    | スロバキア     | PES / SMER-SD  |
| 地域政策担当                                                            | パヴェウ・サメツキ ダヌータ・ヒューブナーの後任として2009年7月4日付で就任       | ポーランド     | 無所属         |
| エネルギー担当                                                          | アンドリス・ピエバルグス                                                        | ラトビア       | EPP / LC       |
| 科学・研究担当                                                          | ヤネス・ポトチュニック                                                          | スロベニア     | ELDR / LDS     |
| 情報社会・メディア担当                                                  | ヴィヴィアン・レディング                                                        | ルクセンブルク | EPP / CSV      |
| 消費者保護担当 2007年1月1日、保健担当と兼務だったものを分掌             | メグレナ・クネヴァ 2007年1月1日就任                                             | ブルガリア     | ELDR / НДСВ    |
| 多言語主義担当 2007年1月1日、教育・訓練・文化担当と兼務だったものを分掌 | レオナルド・オルバン 2007年1月1日就任                                           | ルーマニア     | 無所属         |

| 担当職域                                                    | 氏名                                                                                     | 出身国     | 所属政党     |
| ----------------------------------------------------------- | ---------------------------------------------------------------------------------------- | ---------- | ------------ |
| 保健担当 2006年12月31日まで消費者保護担当も兼任             | マルコス・キプリアヌ キプロス外相就任に伴い2008年3月3日付で辞任                          | キプロス   | ELDR / ΔΚ    |
| 副委員長 司法・自由・安全担当                               | フランコ・フラッティーニ イタリア外相就任に伴い2008年5月9日付で辞任                      | イタリア   | EPP / FI     |
| 通商担当                                                    | ピーター・マンデルソン 英国ビジネス・企業・規制改革担当相就任に伴い2008年10月6日付で辞任 | イギリス   | PES / Labour |
| 財政計画・予算担当                                          | ダリャ・グリバウスカイテ リトアニア大統領就任に伴い2009年7月1日付で辞任                  | リトアニア | 無所属       |
| 地域政策担当                                                | ダヌータ・ヒューブナー 欧州議会議員選挙での当選に伴い2009年7月4日付で辞任                | ポーランド | 無所属       |
| 開発・人道援助担当                                          | ルイ・ミシェル 欧州議会議員選挙での当選に伴い2009年7月17日付で辞任                       | ベルギー   | ELDR / MR    |
| 教育・訓練・文化担当 2006年12月31日まで多言語主義担当も兼任 | ヤーン・フィゲル キリスト教民主運動党首就任に伴い2009年10月1日付で辞任                   | スロバキア | EPP / KDH    |

### 第2次委員会
2009年11月27日、バローゾは2014年10月31日までの任期を務めることになる第2次委員会の人事案を発表した。この案ではバローゾ以外の13人が、担当職域に変更があるものの、再任されることになる。担当職域についてもかつて分掌して増えたものをふたたび統合した一方で、気候活動、国際協力・危機対応、内務などの担当分野が新たに設置された。また第1次委員会と同様に、委員27人中9人が女性で占められている。第2次委員会の発足には欧州議会の承認が必要であるが、この人事案について欧州議会の各委員会は2010年1月11日から19日にかけて各委員候補に対する聴聞を行なった。ところが欧州議会の開発委員会は国際協力・人道支援・危機対応担当委員候補として提案されていたブルガリア外相のルミャナ・ジェレヴァに対して厳しい態度で聴聞に臨んだ。ジェレヴァがブルガリア議会の議員に当選した後も、経営していた会社に関わり続けたことを公表しなかったのはブルガリアの法律に反するのではないかと追及したのである。また開発委員会はジェレヴァが担当することになる分野に関する所信を問いただしていったが、ジェレヴァの回答は議員の満足を得ることができなかった。開発委員会によるジェレヴァの欧州委員会委員任命に同意が得られる見通しが不透明となったことを受けて、ジェレヴァはブルガリア首相ボイコ・ボリソフに書簡を送り、外相職の辞意を伝え、ブルガリア政府として自らを欧州委員会委員に推薦したことを取り下げるよう要請した。ジェレヴァの申し入れを受けたブルガリア政府は代替の委員候補として世界銀行副総裁のクリスタリナ・ゲオルギエヴァを推薦した。結局欧州議会の採決は同年2月9日に行なわれ、賛成488、反対137（棄権72）という結果で第2次バローゾ委員会が承認された。欧州議会での承認を受けた欧州理事会は第2次バローゾ委員会を任命した。第2次バローゾ委員会はおよそ3か月遅れとなる2010年2月10日に発足し、2014年10月31日までの任期を務めることになっている。
凡例：[   6   ] 左派系（PES）- [   8   ] リベラル系（ELDR）- [   12   ] 右派系（EPP）- [   1   ] 無所属
| 担当職域                            | 氏名                                 | 出身国         | 所属政党      |
| ----------------------------------- | ------------------------------------ | -------------- | ------------- |
| 委員長                              | ジョゼ・マヌエル・ドゥラン・バローゾ | ポルトガル     | EPP / PSD     |
| 副委員長 外務・安全保障政策上級代表 | キャサリン・アシュトン               | イギリス       | PES / Labour  |
| 副委員長 司法・基本権・市民権担当   | ヴィヴィアン・レディング             | ルクセンブルク | EPP / CSV     |
| 副委員長 競争問題担当               | ホアキン・アルムニア                 | スペイン       | PES / PSOE    |
| 副委員長 運輸担当                   | シーム・カラス                       | エストニア     | ELDR / ERP    |
| 副委員長 デジタル政策担当           | ネリー・クルース                     | オランダ       | ELDR / VVD    |
| 副委員長 産業・企業担当             | アントニオ・タヤーニ                 | イタリア       | EPP / PDL     |
| 副委員長 対 EU 機関関係・運営担当   | マロシュ・シェフツォヴィチ           | スロバキア     | PES / SMER-SD |
| 環境担当                            | ヤネス・ポトチュニック               | スロベニア     | ELDR / LDS    |
| 経済・通貨問題担当                  | オッリ・レーン                       | フィンランド   | ELDR / Kesk.  |
| エネルギー担当                      | アンドリス・ピエバルグス             | ラトビア       | EPP / LC      |
| 副委員長 域内市場・サービス担当     | ミシェル・バルニエ                   | フランス       | EPP / UMP     |
| 教育・文化・多言語主義・青少年担当  | アンドゥルラ・バシリウ               | キプロス       | ELDR / ΕΔ     |
| 税制・関税同盟・監査・不正対策担当  | アルギルダス・シェメタ               | リトアニア     | EPP           |
| 通商担当                            | カレル・ドゥ・フフト                 | ベルギー       | ELDR / VLD    |
| 保健・消費者保護担当                | ジョン・ダッリ                       | マルタ         | EPP / PN      |
| 研究・イノベーション・科学担当      | モイア・ゲヘイガン＝クイン           | アイルランド   | ELDR / FF     |
| 予算・財政計画担当                  | ヤヌス・レヴァンドフスキ             | ポーランド     | EPP / PO      |
| 海事・漁業担当                      | マリア・ダマナキ                     | ギリシャ       | PES / ΠΑΣΟΚ   |
| エネルギー担当                      | ギュンター・エッティンガー           | ドイツ         | EPP / CDU     |
| 地域政策担当                        | ヨハネス・ハーン                     | オーストリア   | EPP / OVP     |
| 気候行動担当                        | コニー・ヘーデゴア                   | デンマーク     | EPP / C       |
| 拡大・欧州近隣政策担当              | シュテファン・フューレ               | チェコ         | PES / ČSSD    |
| 雇用・社会問題・一体性担当          | アンドール・ラースロー               | ハンガリー     | PES / MSZP    |
| 内務担当                            | セシリア・マルムストレム             | スウェーデン   | ELDR / FP     |
| 国際協力・人道支援・危機対応担当    | クリスタリナ・ゲオルギエヴァ         | ブルガリア     | EPP / ГЕРБ    |
| 農業・地域開発担当                  | ダチアン・チョロシュ                 | ルーマニア     | 無所属        |

## 官吏
バローゾ委員会で事務総長を務めるのは、2005年に任命されたキャサリン・デイである。デイは前任のデイヴィッド・オサリヴァンを引き継いで、女性として初めて欧州委員会事務総長に就いた。当初は運輸総局長のフランソワ・ラムルーが有力とされていたが、ラムルーは健康問題を抱えていた。ラムルーが就任すれば欧州委員会はより経済自由主義の様相が強まることになっていたが、ラムルーが優柔不断な態度を見せていたことがフランスに対する政治的打撃となったうえに、ラムルーを就任させないことがドロール時代からの脱却と考えられた。シーム・カラスは各国政府の圧力をはねのけ、一連の人事は能力に基づくものであると強調した。
デイはバローゾ体制発足後における欧州委員会の管理機構における大規模な人事異動の一環で事務総長に就任した。この異動は、デイの含めた新任の総局長に自由主義改革派のイギリス人やドイツ人が多く就いたことから、右派系から歓迎された。しかしながら影響力の低下を象徴的に示されることになるフランスはこの異動に不満を抱き、デイの自由主義的な経済改革に反発して事務総長任命には反対していた。実際に、デイは欧州委員会の内部でもフランスの国家補助政策に反対していたことで知られていた。
欧州委員会の総局の権限重複や分割が「縄張り争い」や協調性の欠如を招くのではないかという懸念が、ギュンター・フェアホイゲンなどの委員から出された。欧州委員会はこのような内部抗争に大きな労力を割き、フェアホイゲンのような権限の弱い委員は自らが所管する部局を十分に統制することができないでいる。

## 政治への関与
バローゾ委員会の任期中に、一部の委員の政治問題が浮上してきた。委員は国内の政治にかかわらないとされているにもかかわらず、実際には国内の選挙にかかわったり、特定の候補を応援したりしてきた。たとえばルイ・ミシェルは2007年のベルギー総選挙で応援として参加し、またネリー・クルースは2005年のドイツ連邦議会選挙でアンゲラ・メルケルを、マルゴット・ヴァルストレムは2007年のフランス大統領選挙でセゴレーヌ・ロワイヤルをそれぞれ支持していた。
ミシェルは自らの行動について、このような政治への関与は欧州連合と市民とをふたたびつなげるための行動だと主張し、ヴァルストレムも、欧州委員会とのやり取りにおいて重要な役割を持つため、欧州連合はより政治的に、また議論が活発にならなければならないと自己弁護した。またヴァルストレムは、2009年の欧州議会議員選挙までに欧州規模の政党の拡充を図り、これらの政党が欧州委員会委員長候補を掲げて選挙に臨むことができるようにするという構想を打ち出した。